# Franklin Virgüez
Franklin José Virgüez Dun (Barquisimeto, Estado Lara, 1 de octubre de 1953) es un actor y periodista venezolano.

## Biografía
Es un actor venezolano nacido en Barquisimeto, Lara. Empezó su carrera en la exitosa telenovela La Zulianita y  participó en diversas telenovelas de la cadena televisiva Venevisión. Hizo un excelente personaje en la telenovela venezolana Buenos días Isabel en 1980. Después en 1982 migra al canal de televisión RCTV  donde protagoniza muchas novelas y regresa a Venevisión en 2003 en la telenovela Cosita rica. Actualmente se encuentra radicado en Miami, Estados Unidos.

## Filmografía

### Cine
- Domingo de resurrección (1982)- Franklin Edgardo Salazar
- Cangrejo (1982)- Angel Manuel "El Flaco" Lezama
- Homicidio culposo (1983)
- La casa de agua (1983)- Cruz Elias Leon Acosta +
- Retén de Catia (1984)- Actuación Especial
- Asesino nocturno (1986)
- Pirañas de puerto (1986)
- Cuerpos clandestinos (1991)- Gabriel Santander
- The Flowers (1991) New York Dirección Kevin Cutts
- La Tumba (2015) México. Dirección Maru Moron.
- Simón (2023)[2]

### Televisión
| Año       | Telenovela                       | Rol                                                 | Nota               |
| --------- | -------------------------------- | --------------------------------------------------- | ------------------ |
| 1977      | La Zulianita                     | David                                               | Secundario         |
| 1977      | Rafaela                          | Guillermo Cedeño                                    | Secundario         |
| 1978      | María del Mar                    | Santos Nieves                                       |                    |
| 1979      | Emilia                           | Tano                                                |                    |
| 1980      | Buenos días, Isabel              | Marcelo                                             |                    |
| 1981      | Querida Alicia                   |                                                     | Protagonista       |
| 1981      | Amada mía                        | Víctor Manuel                                       | Protagonista       |
| 1982      | La Goajirita                     | Rogelio Boscán                                      | Protagonista       |
| 1983      | Días de infamia                  |                                                     |                    |
| 1983      | Marisela                         | Álvaro Andrade                                      | Protagonista       |
| 1984      | Acusada                          | Álvaro Andrade                                      | Protagonista       |
| 1984      | Leonela                          | Damián Cedeño                                       | Invitado Especial  |
| 1985      | Rebeca (telenovela)              |                                                     | Protagonista       |
| 1985      | Adriana                          | Daniel                                              | Protagonista       |
| 1986      | La intrusa                       | Manuel Landaeta                                     | Estelar            |
| 1987      | Selva María                      | Rodrigo                                             | Protagonista       |
| 1989      | Pobre negro                      | Negro Malo Pedro Miguel Candelas                    | Protagonista       |
| 1990      | De mujeres                       | Santiago                                            |                    |
| 1990      | Laura (telenovela de 1990)       | Fernando Andres Camacho                             |                    |
| 1992      | Eva Marina                       |                                                     | Protagonista       |
| 1992      | Por estas calles                 | Eudomar Santos                                      | Protagonista       |
| 1995      | Amores de fin de siglo           | Ezequiel Camacho                                    | Protagonista       |
| 1996      | Los amores de Anita Peña         | Juan Andrés / Juan Alberto                          | Protagonista       |
| 1997      | María de los Ángeles             | Radamés Basanta                                     | Estelar            |
| 1998      | Aunque me cueste la vida         | Don Teófilo Larrazábal                              | Villano Principal  |
| 2000      | Hay amores que matan             | Freddymático González                               | Estelar            |
| 2001      | Carissima                        | Montserrat Vallemorín Martínez                      | Villano Principal  |
| 2003      | Cosita rica                      | Nicomedes Luján                                     | Actuación Especial |
| 2004      | Ángel rebelde                    | Alejandro (Alejo) Espejo                            | Estelar            |
| 2005      | Se solicita príncipe azul        | Ángel Rivas                                         | Estelar            |
| 2006      | Mi vida eres tú                  | Jorge Flores                                        | Villano            |
| 2006-2007 | Voltea pa' que te enamores       | Gabriel (Gabito) Márquez                            | Estelar            |
| 2008      | Amor comprado                    | Saladino                                            | Villano            |
| 2009      | Alma indomable                   | Danilo Ocampo                                       | Estelar            |
| 2010      | Salvador de mujeres              | Don Carlos                                          | Villano Principal  |
| 2011      | Eva Luna                         | El Gallo                                            | Villano            |
| 2011-2012 | Natalia del mar                  | Baldomero Sánchez                                   | Villano            |
| 2013      | Rosario                          | Vicente                                             | Estelar            |
| 2013      | Maria Jose (telenovela de 2013)  | Don Ramon Rodriguez Valenzuela Sotomayor "El Gallo" | Estelar            |
| 2014      | Cosita linda                     | Darío                                               | Villano            |
| 2015-2016 | El señor de los cielos           | Diosdado Carreño Arias                              | Actuación Especial |
| 2017      | La doble vida de Estela Carrillo | El Talismán                                         | Villano            |
| 2017-2018 | Papá a toda madre                | Leopoldo Falcón                                     | Villano            |